# George Jeffrie
George Jeffrie (* 1964 in Chalfont St Peter; † 19. September 2020 ebenda) war ein britischer Drehbuchautor und Schauspieler.

## Leben und Wirken
George Jeffrie wuchs in der südbritischen Gemeinde Chalfont St Peter auf.
Er war seit Anfang der 1990er-Jahre als Drehbuchautor für Fernsehformate tätig. Er war als Autor federführend und verantwortlich für insgesamt mehr als 40 britische Comedy-Formate (Britcom). Viele der Sitcoms, an denen er mitgewirkt hatte, wurden später auf Channel 4 ausgestrahlt. Aus seiner Feder stammt auch die sehr beliebte Sitcom The Windsors, welche später auch als Theaterstück aufgeführt wurde. Jeffrie trat gelegentlich in einigen Fernsehserien im Rahmen von Gastauftritten auch als Schauspieler in Erscheinung. Jeffrie wurde als Autor mehrmals für den BAFTA Film Award nominiert, erhielt ihn allerdings jedoch nie.
George Jeffrie war verheiratet und hatte eine Tochter. Er starb am 19. September 2020 im Alter von 56 Jahren an den Folgen eines Herzinfarkts. Er wurde am 7. Oktober 2020 in seinem Heimatort beigesetzt.